# The Ultimate Fighter
The Ultimate Fighter è un reality show televisivo statunitense prodotto dalla promozione di arti marziali miste Ultimate Fighting Championship in collaborazione con il canale televisivo ospitante.
Lo show nasce nel 2005 con lo scopo di promuovere atleti professionisti di MMA che ancora non erano riusciti ad arrivare alla ribalta: nello spettacolo questi vivevano assieme in una casa a Las Vegas, seguiti nei loro allenamenti da due atleti dell'UFC come allenatori e competono uno contro l'altro con in premio un contratto dell'UFC; ogni stagione comprende una o due classi di peso nel torneo.
La serie debuttò il 17 gennaio 2005 con il primo episodio "The Quest Begins".
Con il tempo l'UFC rese sempre più frequenti le stagioni del reality ed evolse lo show rendendolo maggiormente internazionale e di spessore: la stagione The Ultimate Fighter 4: The Comeback del 2006 ebbe come protagonisti lottatori precedentemente licenziati dall'UFC, nel 2009 si assistette alla prima stagione basata su una sfida tra nazioni con The Ultimate Fighter: United States vs. United Kingdom, nel 2012 con The Ultimate Fighter: Brazil ci fu la prima edizione interamente girata fuori dagli Stati Uniti e più precisamente in Brasile, nel 2013 la stagione The Ultimate Fighter: Team Rousey vs. Team Tate presentò per la prima volta una divisione di peso femminile, nel 2014 The Ultimate Fighter 20 fu la prima stagione che al termine della quale venne incoronato un campione di categoria.
Lo storico combattimento Forrest Griffin contro Stephan Bonnar nella prima stagione dello spettacolo attirò milioni di spettatori e lanciò la federazione nel panorama degli eventi sportivi più seguiti negli Stati Uniti. Grazie a questo successo The Ultimate Fighter si è rivelato fondamentale per la sopravvivenza e l'espansione dell'UFC. Molti attuali e passati combattenti UFC sono stati alunni dello show e alcuni di essi sono diventati allenatori nelle stagioni successive. Alcuni dei vincitori del reality hanno combattuto in seguito per le cinture UFC, in particolare i protagonisti delle prime cinque stagioni, ed alcuni sono diventati anche campioni ovvero Forrest Griffin, Rashad Evans e Matt Serra.

## Stagioni e vincitori
| Stagione                                                                                | Allenatori                                           | Classe di peso                        | Vincitori                           | Finalisti                              |
| --------------------------------------------------------------------------------------- | ---------------------------------------------------- | ------------------------------------- | ----------------------------------- | -------------------------------------- |
| The Ultimate Fighter 1 17 gennaio 2005 – 9 aprile 2005                                  | Chuck Liddell Randy Couture                          | Pesi Medi Pesi Mediomassimi           | Diego Sanchez Forrest Griffin       | Kenny Florian Stephan Bonnar           |
| The Ultimate Fighter 2 22 agosto 2005 – 5 novembre 2005                                 | Matt Hughes Rich Franklin                            | Pesi Welter Pesi Massimi              | Joe Stevenson Rashad Evans          | Luke Cummo Brad Imes                   |
| The Ultimate Fighter 3 6 aprile 2006 – 24 giugno 2006                                   | Tito Ortiz Ken Shamrock                              | Pesi Medi Pesi Mediomassimi           | Kendall Grove Michael Bisping       | Ed Herman Josh Haynes                  |
| The Ultimate Fighter 4: The Comeback 17 agosto 2006 – 11 novembre 2006                  | Team Mojo Team No Love                               | Pesi Welter Pesi Medi                 | Matt Serra Travis Lutter            | Chris Lytle Patrick Côté               |
| The Ultimate Fighter 5 5 aprile 2007 – 23 giugno 2007                                   | Jens Pulver B.J. Penn                                | Pesi Leggeri                          | Nate Diaz                           | Manvel Gamburyan                       |
| The Ultimate Fighter: Team Hughes vs Team Serra 19 settembre 2007 – 8 dicembre 2007     | Matt Hughes Matt Serra                               | Pesi Welter                           | Mac Danzig                          | Tommy Speer                            |
| The Ultimate Fighter: Team Rampage vs. Team Forrest 2 aprile 2008 – 21 giugno 2008      | Quinton Jackson Forrest Griffin                      | Pesi Medi                             | Amir Sadollah                       | C.B. Dollaway                          |
| The Ultimate Fighter: Team Nogueira vs. Team Mir 17 settembre 2008 – 13 dicembre 2008   | Antônio Rodrigo Nogueira Frank Mir                   | Pesi Leggeri Pesi Mediomassimi        | Efrain Escudero Ryan Bader          | Phillipe Nover Vinny Magalhães         |
| The Ultimate Fighter: United States vs. United Kingdom 1º aprile 2009 – 20 giugno 2009  | Dan Henderson Michael Bisping                        | Pesi Leggeri Pesi Welter              | Ross Pearson James Wilks            | Andre Winner DaMarques Johnson         |
| The Ultimate Fighter: Heavyweights 6 settembre 2009 – 5 dicembre 2009                   | Quinton Jackson Rashad Evans                         | Pesi Massimi                          | Roy Nelson                          | Brendan Schaub                         |
| The Ultimate Fighter: Team Liddell vs. Team Ortiz 31 marzo 2010 – 19 giugno 2010        | Chuck Liddell Tito Ortiz Rich Franklin               | Pesi Medi                             | Court McGee                         | Kris McCray                            |
| The Ultimate Fighter: Team GSP vs. Team Koscheck 15 settembre 2010 – 4 dicembre 2010    | Georges St-Pierre Josh Koscheck                      | Pesi Leggeri                          | Jonathan Brookins                   | Michael Johnson                        |
| The Ultimate Fighter: Team Lesnar vs. Team dos Santos marzo 2011 - 4 giugno 2011        | Brock Lesnar Junior dos Santos                       | Pesi Welter                           | Tony Ferguson                       | Ramsey Nijem                           |
| The Ultimate Fighter: Team Bisping vs. Team Miller 21 settembre 2011- 3 dicembre 2011   | Michael Bisping Jason Miller                         | Pesi Gallo Pesi Piuma                 | John Dodson Diego Brandão           | T.J. Dillashaw Dennis Bermudez         |
| The Ultimate Fighter: Live 9 marzo 2012 - 7 luglio 2012                                 | Dominick Cruz Urijah Faber                           | Pesi Leggeri                          | Michael Chiesa                      | Al Iaquinta                            |
| The Ultimate Fighter: Brazil 25 marzo 2012 - 23 giugno 2012                             | Vítor Belfort Wanderlei Silva                        | Pesi Piuma Pesi Medi                  | Rony Jason Cézar Ferreira           | Godofredo Pepey Sergio Moraes          |
| The Ultimate Fighter: Team Carwin vs. Team Nelson 14 settembre 2012 - 15 dicembre 2012  | Shane Carwin Roy Nelson                              | Pesi Welter                           | Colton Smith                        | Mike Ricci                             |
| The Ultimate Fighter: The Smashes 19 settembre 2012 - 15 dicembre 2012                  | Ross Pearson George Sotiropoulos                     | Pesi Leggeri Pesi Welter              | Norman Parke Robert Whittaker       | Colin Fletcher Brad Scott              |
| The Ultimate Fighter: Team Jones vs. Team Sonnen 22 gennaio 2013 - 13 aprile 2013       | Jon Jones Chael Sonnen                               | Pesi Medi                             | Kelvin Gastelum                     | Uriah Hall                             |
| The Ultimate Fighter: Brazil 2 17 marzo 2013 - 8 giugno 2013                            | Antônio Rodrigo Nogueira Fabrício Werdum             | Pesi Welter                           | Leonardo Santos                     | William Macario                        |
| The Ultimate Fighter: Team Rousey vs. Team Tate 4 settembre 2013 - 30 novembre 2013     | Ronda Rousey Miesha Tate                             | Pesi Gallo Maschi Pesi Gallo Femmine  | Chris Holdsworth Julianna Peña      | Davey Grant Jessica Rakoczy            |
| The Ultimate Fighter: China 7 dicembre 2013 - 1º marzo 2014                             | Tiequan Zhang Hailin Ao                              | Pesi Welter Pesi Piuma                | Lipeng Zhang Ning Guangyou          | Sai Wang Yang Jianping                 |
| The Ultimate Fighter Nations: Canada vs. Australia 15 gennaio 2014 - 16 aprile 2014     | Patrick Côté Kyle Noke                               | Pesi Medi Pesi Welter                 | Elias Theodorou Chad Laprise        | Sheldon Westcott Olivier Aubin-Mercier |
| The Ultimate Fighter: Brazil 3 9 marzo 2014 - 31 maggio 2014                            | Chael Sonnen Wanderlei Silva                         | Pesi Massimi Pesi Medi                | Antonio Carlos Júnior Warlley Alves | Vitor Miranda Márcio Alexandre         |
| The Ultimate Fighter: Team Penn vs. Team Edgar 16 aprile 2014 - 6 luglio 2014           | Frankie Edgar B.J. Penn                              | Pesi Mediomassimi Pesi Medi           | Corey Anderson Eddie Gordon         | Matt Van Buren Dhiego Lima             |
| The Ultimate Fighter: Latin America 25 agosto 2014 - 15 novembre 2014                   | Cain Velasquez Fabrício Werdum                       | Pesi Piuma Pesi Gallo                 | Yair Rodríguez Alejandro Pérez      | Leonardo Morales José Alberto Quiñónez |
| The Ultimate Fighter: A Champion Will Be Crowned 10 settembre 2014 - 12 dicembre 2014   | Anthony Pettis Gilbert Melendez                      | Pesi Paglia Femmine                   | Carla Esparza                       | Rose Namajunas                         |
| The Ultimate Fighter: Brazil 4 5 aprile 2015 - 21 giugno 2015                           | Anderson Silva Mauricio Rua Antônio Rodrigo Nogueira | Pesi Gallo Pesi Leggeri               | Reginaldo Vieira Glaico França      | Dileno Lopes Fernando Bruno            |
| The Ultimate Fighter: American Top Team vs. Blackzilians 22 aprile 2015 - 8 giugno 2015 | American Top Team Blackzilians                       | Pesi Welter                           | Kamaru Usman                        | Hayder Hassan                          |
| The Ultimate Fighter: Latin America 2 26 agosto 2015 - 11 novembre 2015                 | Kelvin Gastelum Efrain Escudero                      | Pesi Welter Pesi Leggeri              | Enrique Barzola Erick Montaño       | Horacio Gutiérrez Enrique Marín        |
| The Ultimate Fighter: Team McGregor vs. Team Faber 9 settembre 2015 - 9 dicembre 2015   | Conor McGregor Urijah Faber                          | Pesi Leggeri                          | Ryan Hall                           | Artem Lobov                            |
| The Ultimate Fighter: Team Joanna vs. Team Cláudia 20 aprile 2016 - 6 luglio 2016       | Joanna Jędrzejczyk Cláudia Gadelha                   | Pesi Mediomassimi Pesi Paglia Femmine |                                     |                                        |
| The Ultimate Fighter: Redemption 19 aprile 2017 - 5 luglio 2017                         | Cody Garbrandt T.J. Dillashaw                        |                                       |                                     |                                        |

## Impatto
The Ultimate Fighter ha creato molti fighter di successo.
I seguenti lottatori hanno disputato incontri validi per i titoli mondiali UFC, WEC o Strikeforce:
Stagione 1
- Nate Quarry – ha lottato per il titolo dei pesi medi UFC a UFC 56: Full Force
- Lodune Sincaid - ha vinto il titolo dei pesi mediomassimi WEC a WEC 20: Cinco de Mayhem (senza averlo difeso con successo)
- Kenny Florian – ha lottato per il titolo dei pesi leggeri UFC due volte, a UFC 64: Unstoppable e a UFC 101: Declaration. Ha anche lottato per il titolo dei pesi piuma UFC a UFC 136: Edgar vs. Maynard III
- Bobby Southworth - ha vinto il titolo dei pesi mediomassimi Strikeforce a Strikeforce: Triple Threat con una successiva difesa
- Forrest Griffin – ha vinto il titolo dei pesi mediomassimi UFC a UFC 86: Jackson vs. Griffin (senza averlo difeso con successo)
- Diego Sanchez – ha lottato per il titolo dei pesi leggeri UFC a UFC 107: Penn vs. Sanchez
- Josh Koscheck – ha lottato per il titolo dei pesi welter UFC a UFC 124: St-Pierre vs. Koscheck 2

Stagione 2
- Joe Stevenson – ha lottato per il titolo dei pesi leggeri UFC a UFC 80: Rapid Fire
- Rashad Evans – ha vinto il titolo dei pesi mediomassimi UFC a UFC 92: The Ultimate 2008 (senza averlo difeso con successo)
- Keith Jardine – ha lottato per il titolo dei pesi medi Strikeforce a Strikeforce: Rockhold vs. Jardine
- Josh Burkman – ha lottato per il titolo dei pesi welter WSOF a WSOF 6: Burkman vs. Carl

Stagione 4
- Travis Lutter – doveva lottare per il titolo dei pesi medi UFC a UFC 67: All Or Nothing, ma è stato trovato oltre il peso limite. Ha combattuto comunque contro il campione in un match non titolato perdendo
- Matt Serra – ha vinto il titolo dei pesi welter UFC a UFC 69: Shootout (senza averlo difeso con successo)
- Patrick Côté – ha lottato per il titolo dei pesi medi UFC a UFC 90: Silva vs. Côté

Stagione 5
- Manny Gamburyan – ha lottato per il titolo dei pesi piuma WEC a WEC 51: Aldo vs. Gamburyan
- Gray Maynard – ha combattuto e pareggiato un incontro per il titolo dei pesi leggeri UFC a UFC 125: Resolution, poi ha perso il rematch a UFC 136: Edgar vs. Maynard III.
- Nate Diaz – ha lottato per il titolo dei pesi leggeri UFC a UFC on Fox: Henderson vs. Diaz

Stagione 14
- T.J. Dillashaw – ha vinto il titolo dei pesi gallo UFC a UFC 173: Barao vs. Dillashaw
- John Dodson – ha lottato per il titolo dei pesi mosca UFC a UFC on Fox: Johnson vs. Dodson

Stagione 20
- Carla Esparza – ha vinto il titolo dei pesi paglia UFC a The Ultimate Fighter: A Champion Will Be Crowned
- Rose Namajunas – ha lottato per il titolo dei pesi paglia UFC a The Ultimate Fighter: A Champion Will Be Crowned